# Ларак, Жорж
Жорж Лара́к (фр. Georges Laraque; 7 декабря 1976, Монреаль, Квебек) — профессиональный канадский хоккеист. Амплуа — крайний нападающий (один из лучших тафгаев в истории НХЛ).
На драфте НХЛ 1995 года был выбран во 2 раунде под общим 31 номером командой «Эдмонтон Ойлерз». 5 июля 2006 года как неограниченно свободный агент подписал контракт с «Финикс Койотис». 27 февраля 2007 года обменян в «Питтсбург Пингвинз».
После сезона 2007—2008 (финал кубка Стенли, уступили Детройту) сменил команду Питтсбург Пингвинз на Монреаль Канадиенс.
В 2010 году завершил карьеру.
В 2011 году сыграл эпизодическую роль тафгая в фильме Goon (Вышибала).

## Статистика
```
                                            --- Regular Season ---  ---- Playoffs ----
Season   Team                        Lge    GP    G    A  Pts  PIM  GP   G   A Pts PIM
--------------------------------------------------------------------------------------
1993-94  St. Jean Lynx               QMJHL  70   11   11   22  142
1994-95  St. Jean Lynx               QMJHL  62   19   22   41  259   7   1   1   2  42
1995-96  Laval Titan College Franc   QMJHL  11    8   13   21   76  --  --  --  --  --
1995-96  St. Hyacinthe Lasers        QMJHL   8    3    4    7   59  --  --  --  --  --
1995-96  Granby Predateurs           QMJHL  22    9    7   16  125  18   7   6  13 104
1996-97  Hamilton Bulldogs           AHL    73   14   20   34  179  15   1   3   4  12
1997-98  Hamilton Bulldogs           AHL    46   10   20   30  154   3   0   0   0  11
1997-98  Edmonton Oilers             NHL    11    0    0    0   59  --  --  --  --  --
1998-99  Edmonton Oilers             NHL    39    3    2    5   57   4   0   0   0   2
1998-99  Hamilton Bulldogs           AHL    25    6    8   14   93  --  --  --  --  --
1999-00  Edmonton Oilers             NHL    76    8    8   16  123   5   0   1   1   6
2000-01  Edmonton Oilers             NHL    82   13   16   29  148   6   1   1   2   8
2001-02  Edmonton Oilers             NHL    80    5   14   19  157  --  --  --  --  --
2002-03  Edmonton Oilers             NHL    64    6    7   13  110   6   1   3   4   4
2003-04  Edmonton Oilers             NHL    66    6   11   17   99  --  --  --  --  --
2005-06  Edmonton Oilers             NHL    72    2   10   12   73  15   1   1   2  44
2006-07  Phoenix Coyotes             NHL    56    5   17   22   52  --  --  --  --  --
2006-07  Pittsburgh Penguins         NHL     8    0    1    1    7  --  --  --  --  --
2007-08  Pittsburgh Penguins 	     NHL    71 	  4    9   13  141  15 	 1   2 	3    4
2008-09  Montreal Canadiens 	     NHL    33 	  0    2    2 	61   4 	 0   0 	0    4
2009-10  Montreal Canadiens 	     NHL    28 	  1    2    3 	28  --	--  --	--  --

--------------------------------------------------------------------------------------
          NHL Totals 		           695 	 53  100  153 1126  57 	 4   8 	12  72

```